# Čtenář v křesle
Čtenář v křesle, známý také pod anglickým názvem Reader in an armchair, je bronzová plastika od akademického sochaře Jaroslava Róny (nar. 1957), která od roku 2019 byla umístěna na náměstí Franze Kafky na Starém Městě v Praze 1, v roce 2024 ji zakoupilo město Rakovník a dne 14. listopadu 2024 byla za účasti autora slavnostně odhalena na Žižkově náměstí v Rakovníku před budovou nové knihovny.

## Historie
Idea netradiční bronzové plastiky vznikala od roku 2012 jako třetí varianta sochy „Čtenáře“, která byla původně určena k jinému umístění, totiž u knihovny v Hradci Králové. Plastika byla od roku 2019 umístěna na náměstí Franze Kafky na Starém Městě v Praze 1. Dílo vzniklo rámci mezinárodního sochařského festivalu Sculpture Line 2019, což bylo uvedeno také na malém štítku před sochou. Od roku 2024 je umístěna v exteriéru na chodníku před budovou knihovny – nového Víceúčelového studijního a společenského centra – na Žižkově náměstí v Rakovníku.

## Popis
Plastika symbolicky popisuje člověka (čtenáře) držícího oběma rukama knihu, který je pohroužen do poutavého a napínavého světa odvíjejícího se v jeho knize. Záměrem je symbolické zobrazení čtenáře i imaginativního světa knihy. Křeslo je měkká, příjemná a konejšivá hradba (tzv. snové křeslo), která čtenáře chrání před nebezpečím pragmatického světa v okolí a dovoluje mu unikat do vytoužených světů představ a fantazie. Rozměrné široké křeslo také dodává plastice monumentalitu a posiluje významnost a důležitost křehkého námětu díla. Dílo také vzdává hold světu klasické tištěné knihy v době, kdy jsou papírové knihy ohrožovány „agresivním“ světem současných moderních informačních technologií a elektronických knih.

## Další informace
Autor také prodává zmenšené kopie díla.

## Galerie

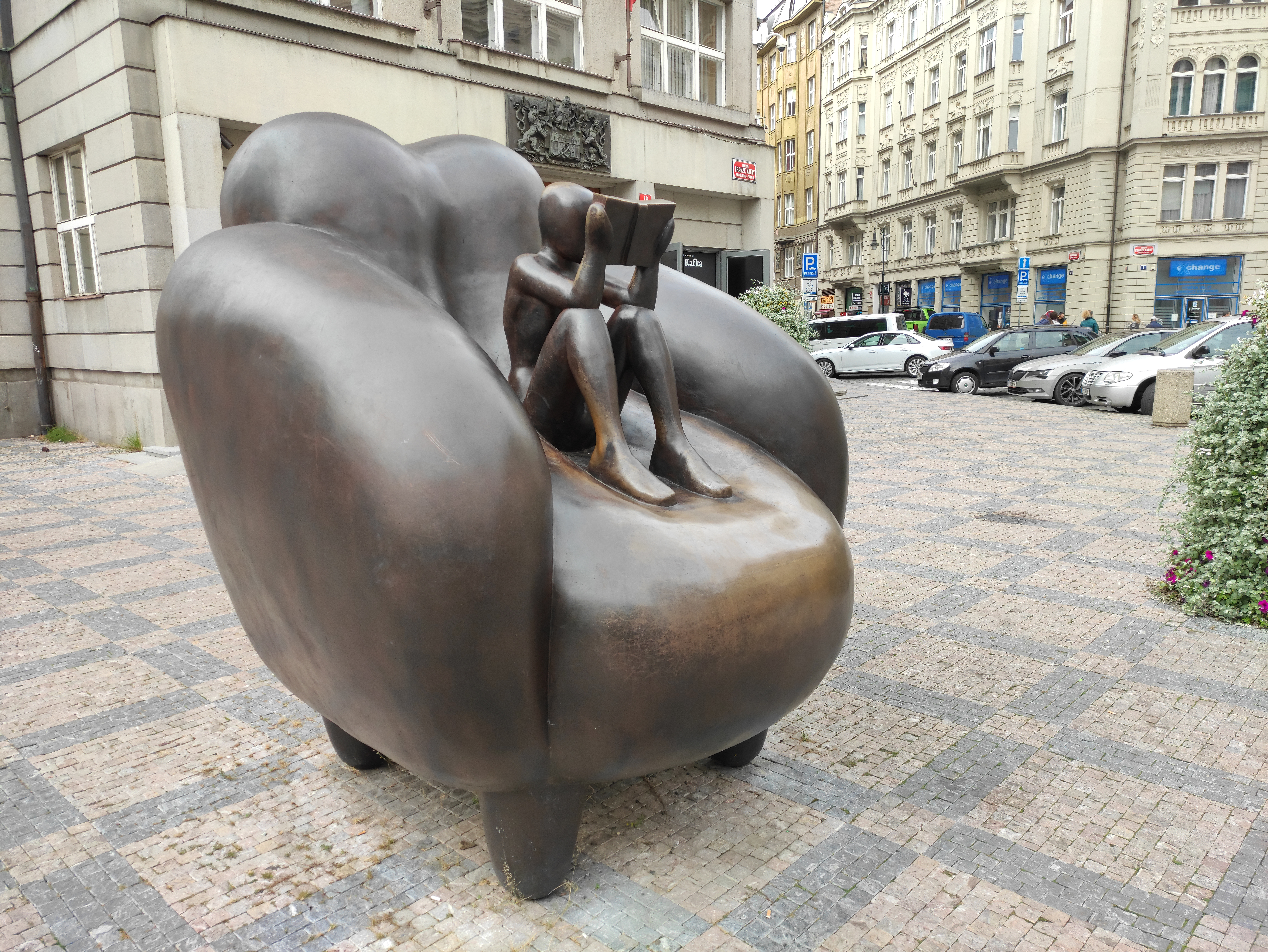
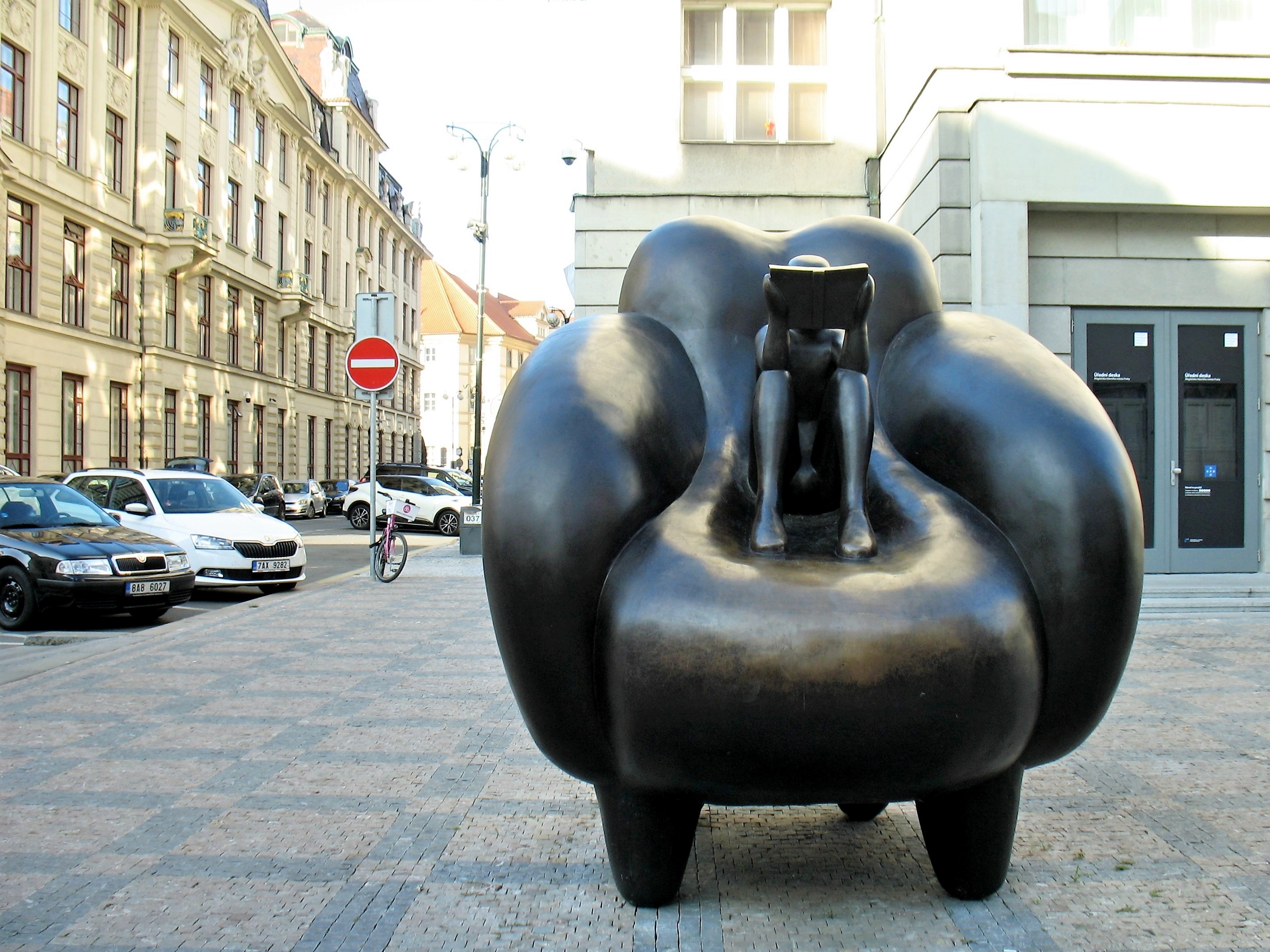
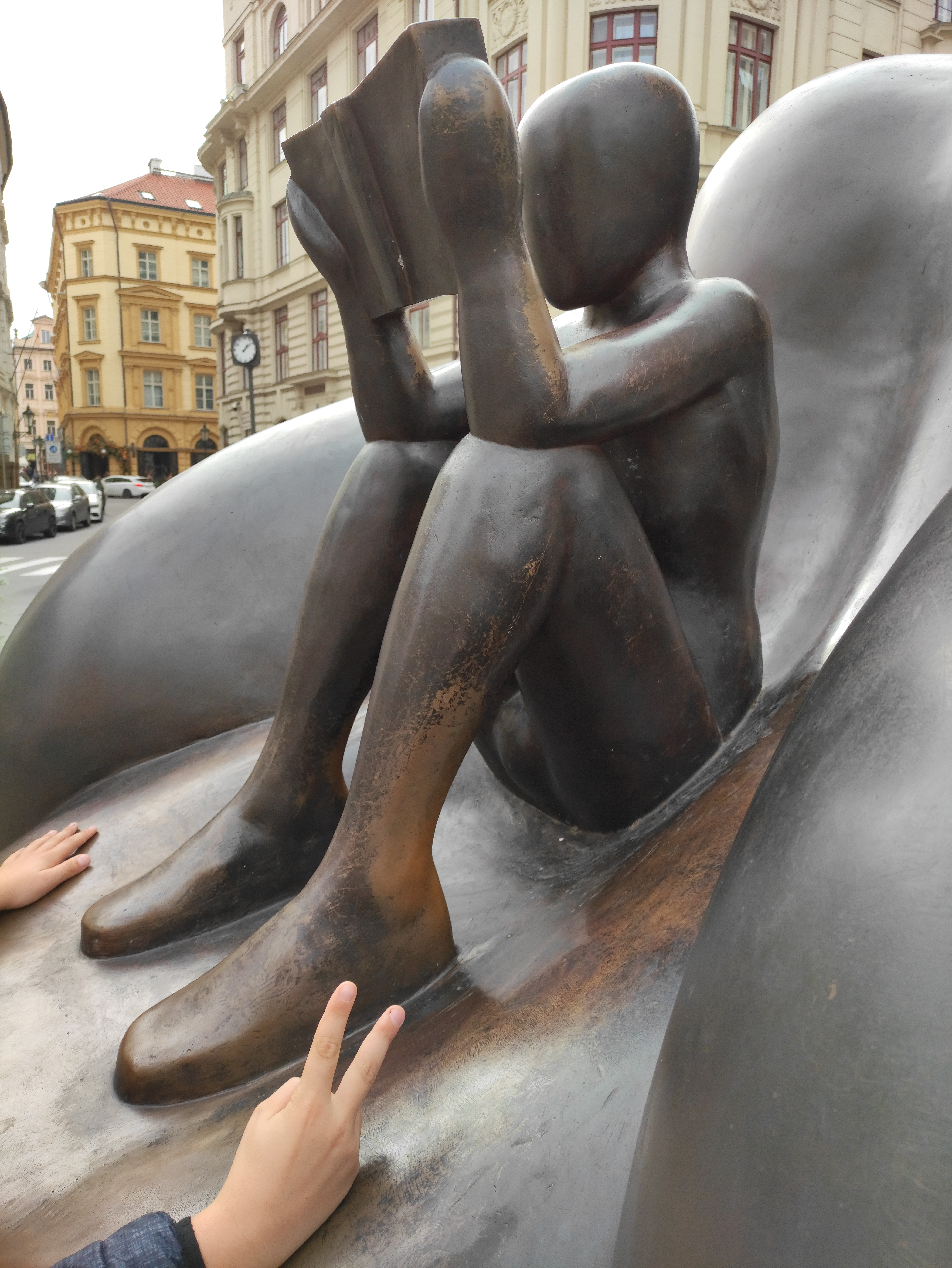
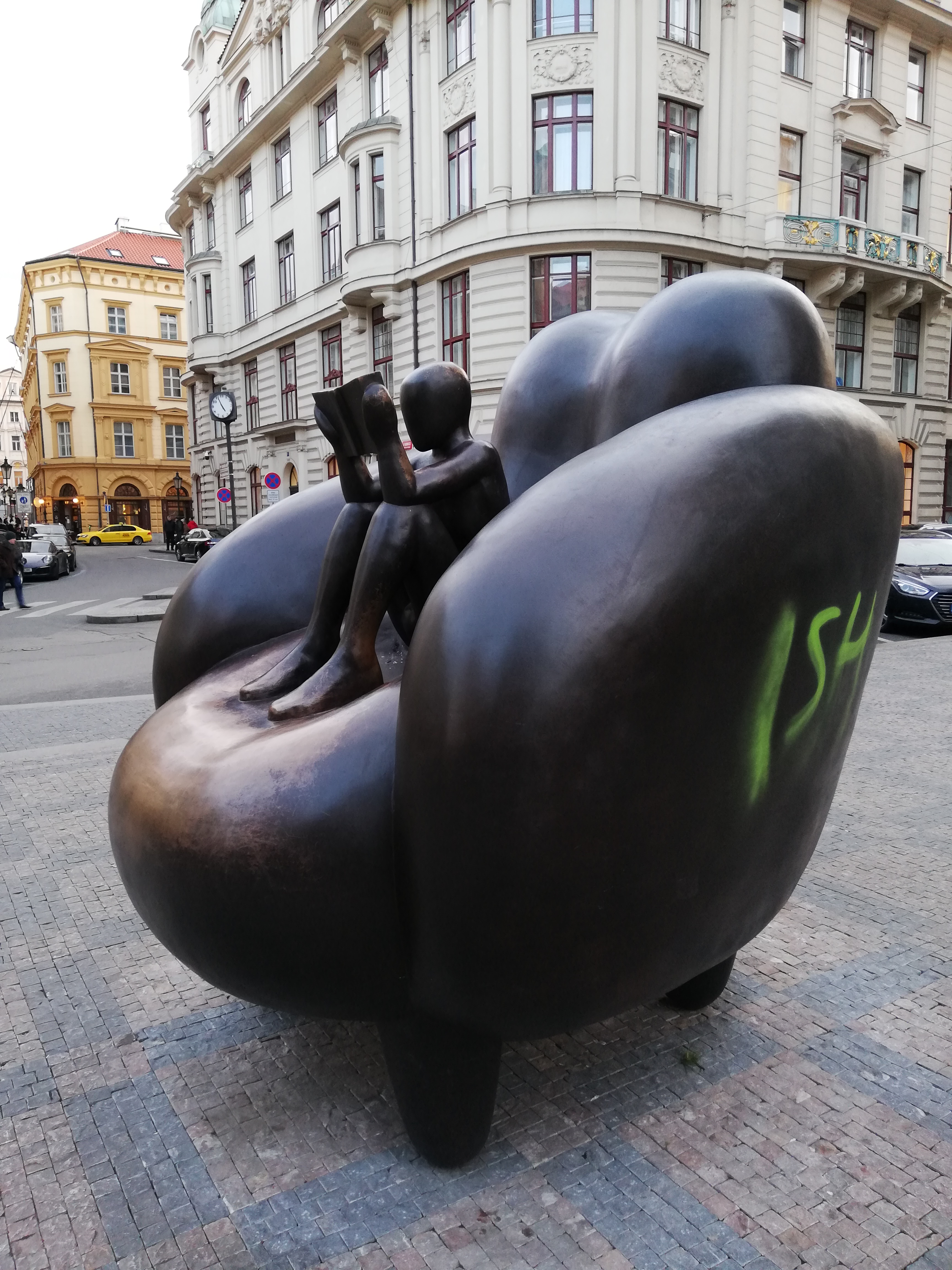
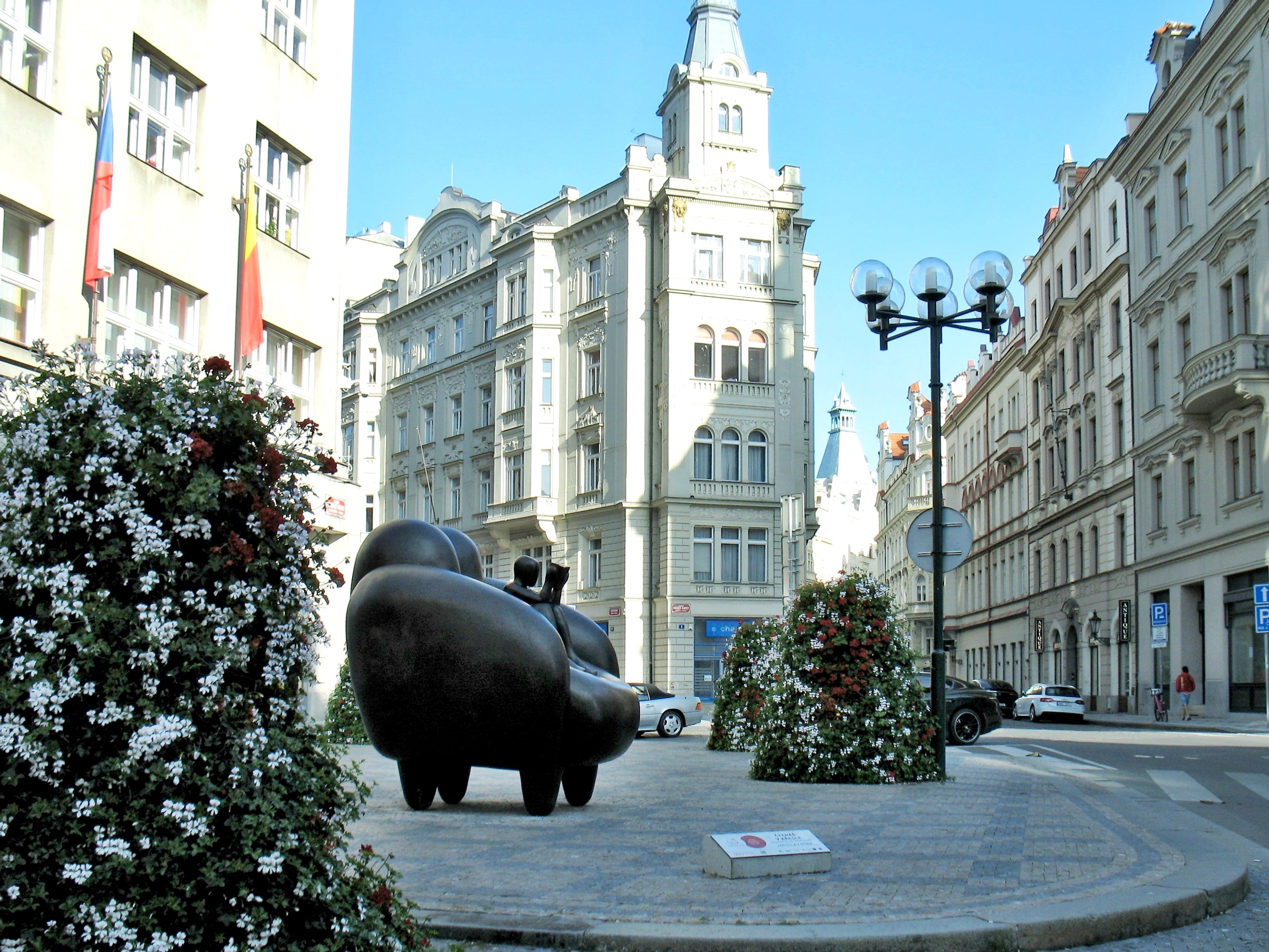
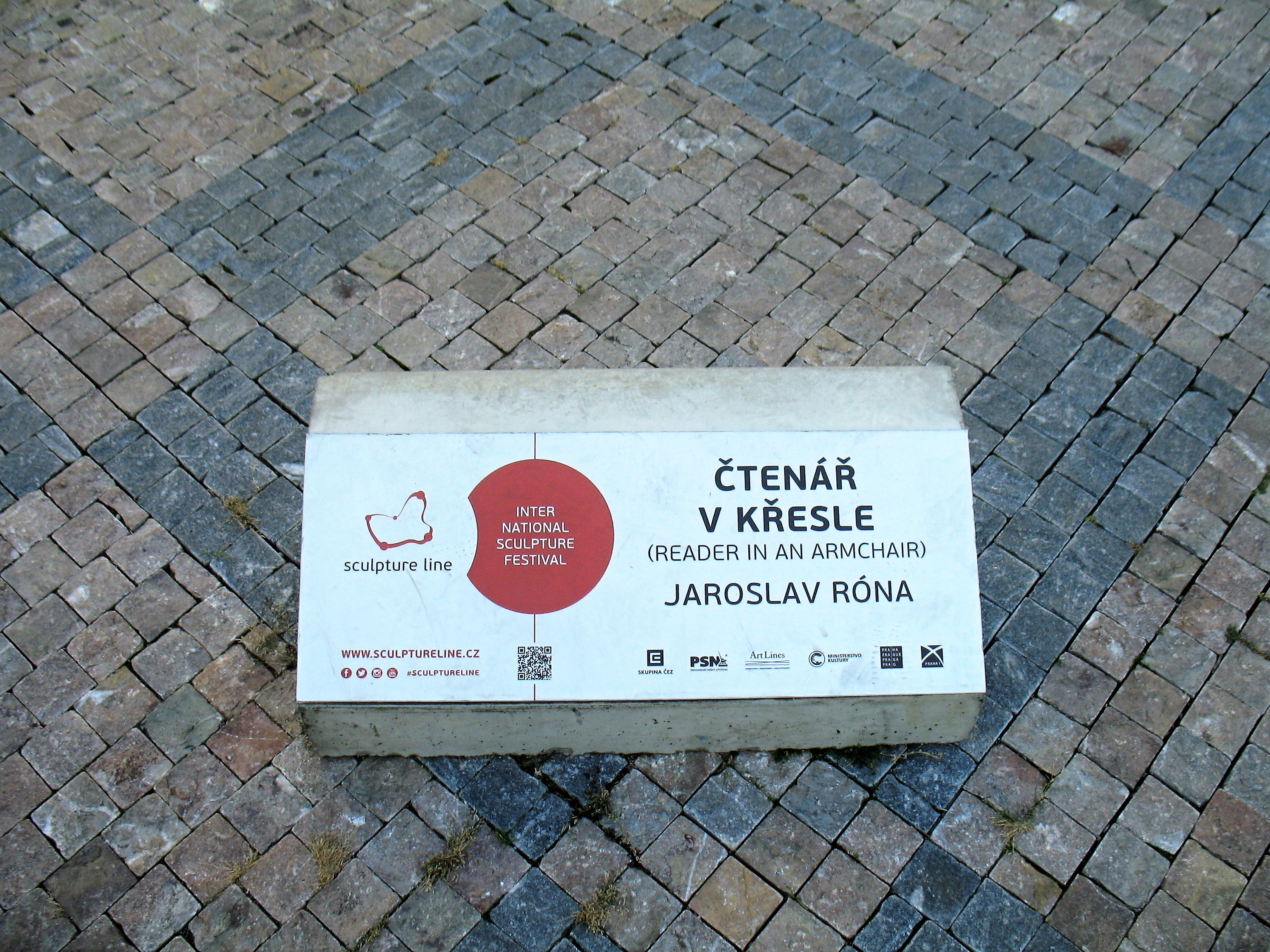
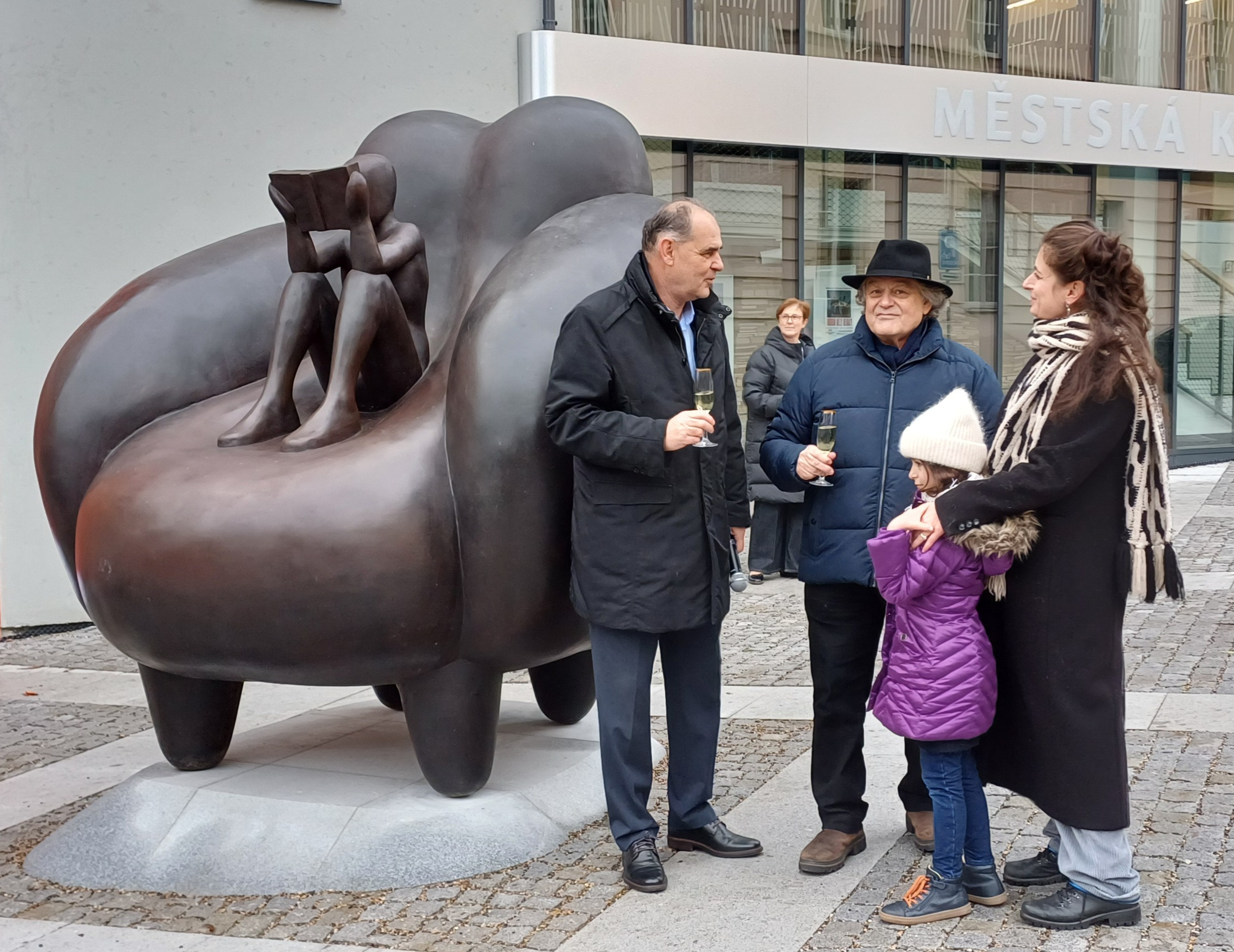
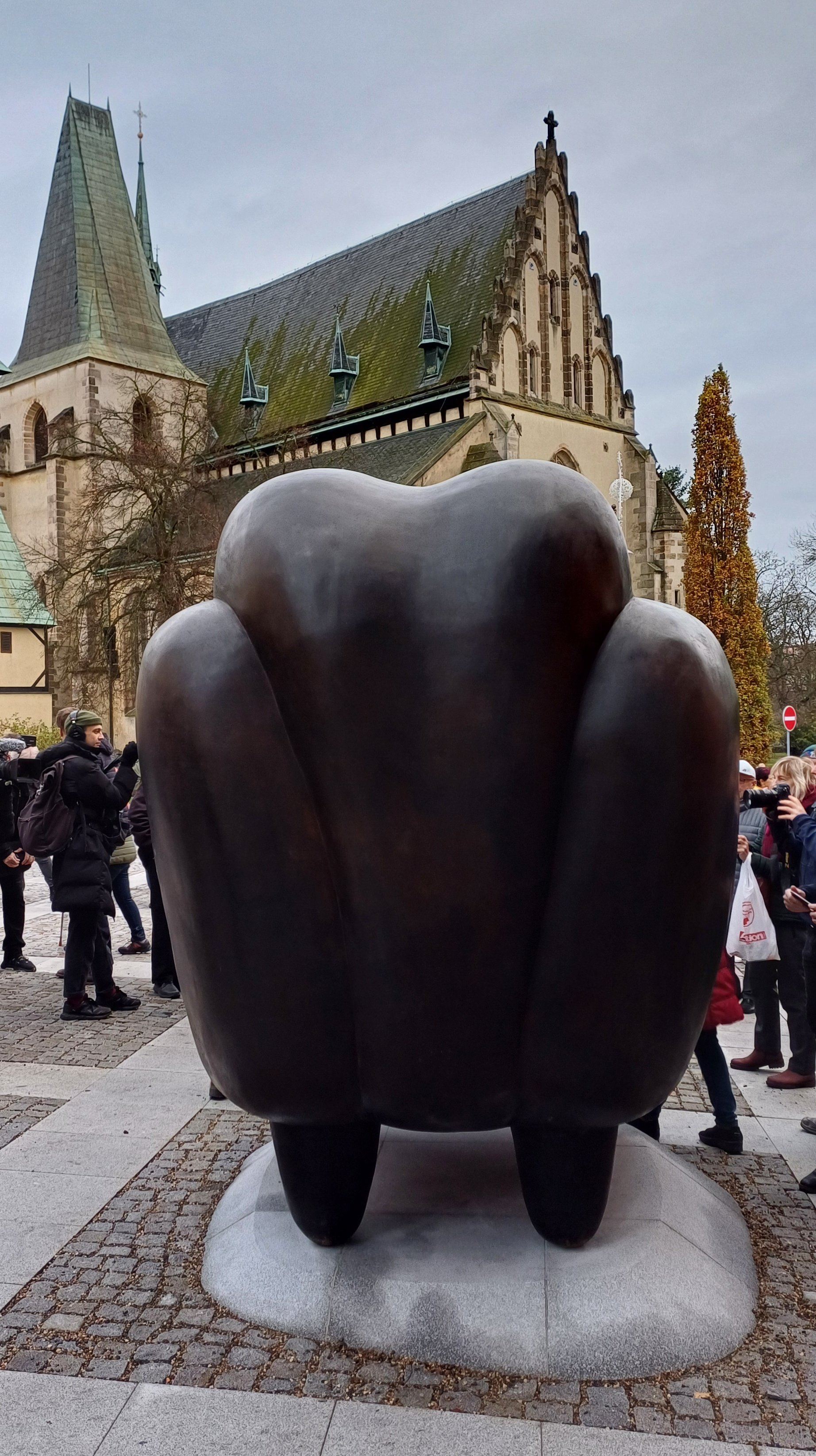
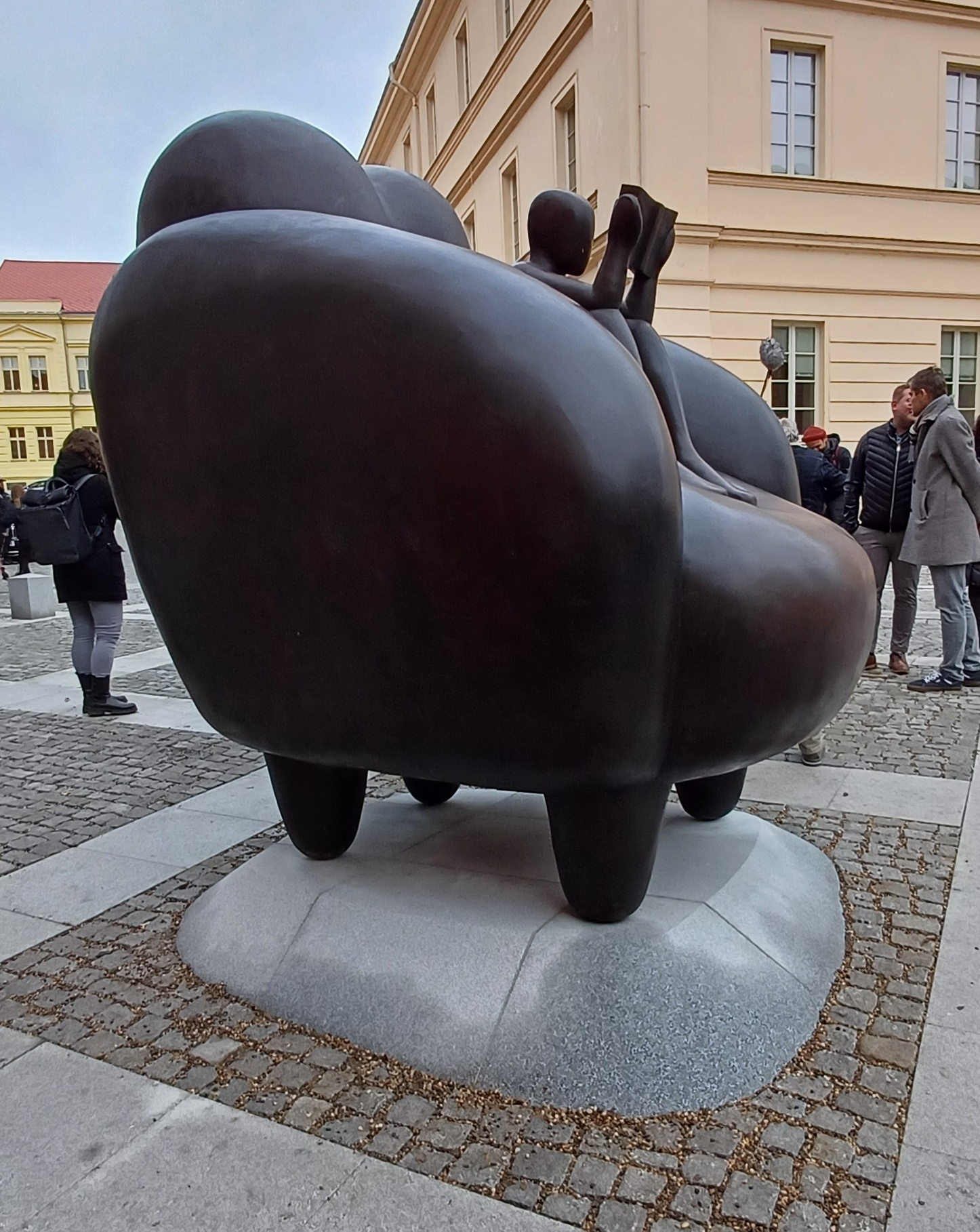
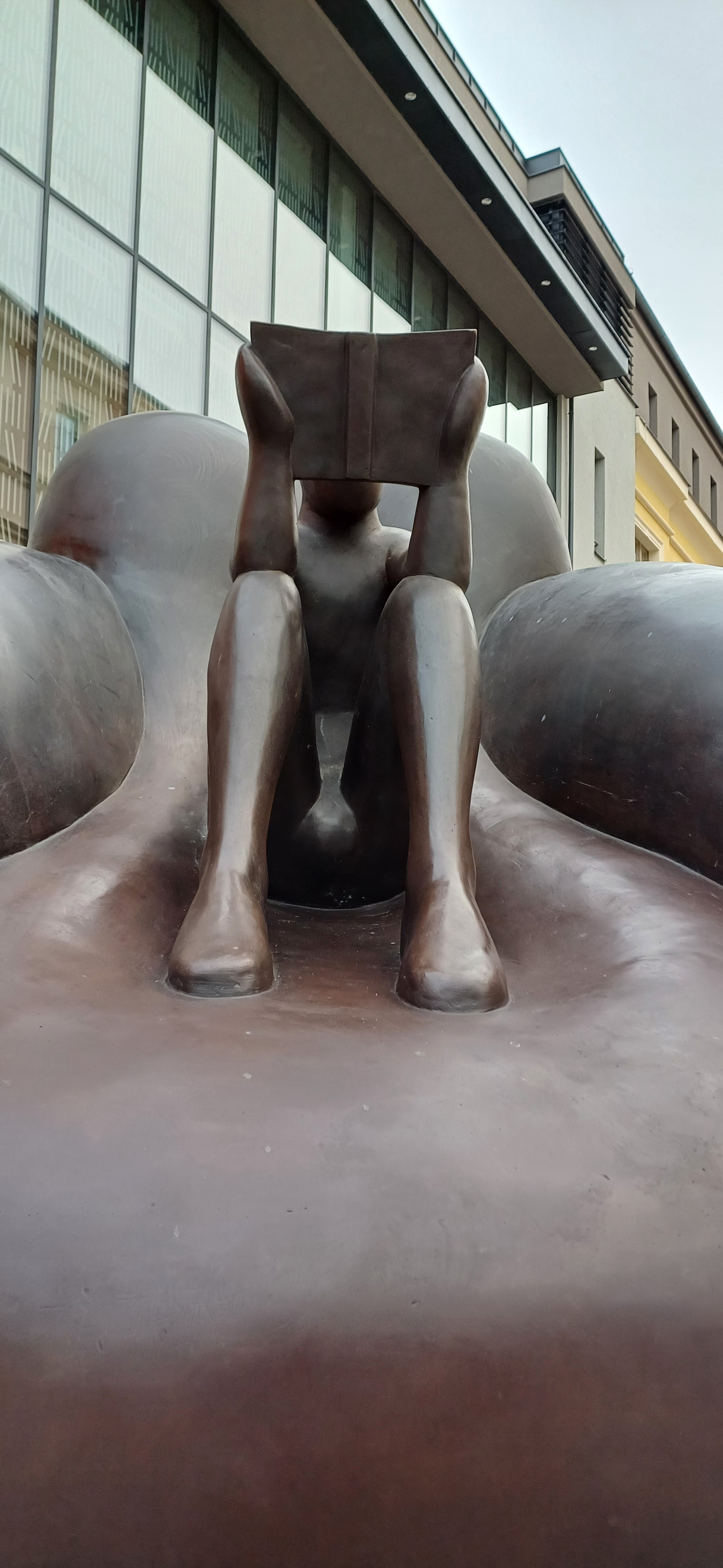